# Sympycnus spinitarsis
Sympycnus spinitarsis är en tvåvingeart som beskrevs av Van Duzee 1932. Sympycnus spinitarsis ingår i släktet Sympycnus och familjen styltflugor.
Artens utbredningsområde är Peru. Inga underarter finns listade i Catalogue of Life.